# Кондрашкін В'ячеслав Михайлович
В'ячеслав Михайлович Кондрашкін (нар. 28 березня 1941, Сортавала, Карело-Фінська РСР — пом. 19 серпня 2014) — радянський футболіст та хокеїст. На футбольному полі виступав на позиції нападника або півзахисника. Відомий своїми виступами за футбольний клуб ЦСКА, з яким виграв бронзові медалі чемпіонату СРСР 1964 року та череповецький «Металург», у складі якого провів понад 100 матчів. Майстер спорту (1963).

## Життєпис
Батьки Кондрашкіна родом із Череповця, на момент народження дитини проживали в Сортавалі. Коли В'ячеславу виповнився рік, Кондрашкіни повернулися до Череповця. У шкільні роки проживав на вулиці Горького, біля поромного причалу (працював до будівництва Жовтневого мосту через Шексну в 1979 році), грав у футбол за шкільну команду «Ластівка», брав участь у облаштуванні стадіону (нині відомого як стадіон ЧГУ). Після школи отримав в училищі спеціальність підручного сталевара та працював у мартенівському цеху череповецького металургійного комбінату.
У ці роки почав займатися спортом як хокеїст. Наприкінці 1950-х — на початку 1960-х років був серед перших хокеїстів череповецького «Металурга» (нині «Сєвєрсталь»), який грав на першість області та РРФСР. У 1957 році визнаний найсильнішим хокеїстом Череповця.
Паралельно з хоккеєм, з 1960 року почав грати і за футбольний «Металург». Особливо вдалим виявився сезон 1961 року, коли «Металург» став другим у своїй зоні класу «Б», а Кондрашкін відзначився 14-ма голами, про що було багато публікацій у газетах. Сезон 1962 року команда провела невдало. У 1963 році першим серед череповецьких футбольних вихованців отримав звання майстра спорту як гравець, який відіграв два роки у збірній РРФСР.
У 1963 покликаний до армії, грав за футбольну та хокейну команди ленінградського СКА. З футбольною командою дійшов до 1/16 фіналу кубку СРСР. У цьому розіграші Кондрашкін забив 2 м'ячі. У хокейній команді тренувався в Євгена Бабича, але досвід показав, що Кондрашкін не готовий для хокейної команди майстрів. З цього моменту залишив хокей на користь футболу. У 1963 році переведений до московського ЦСКА і цього сезону встиг зіграти за дубль та відзначитися 1 голом.
У сезоні 1964 року дебютував в основі московських армійців, провів п'ять матчів і разом з командою удостоївся бронзових медалей за підсумками сезону. Також цього року двічі приїжджав до рідного Череповця на товариські матчі ЦСКА з «Металургом».
У 1965 перейшов до іншого армійського клубу — СКА (Одеса), який щойно вперше вийшов у вищий дивізіон радянського футболу, на той час — клас «А», перша група. Але зіграти за одеситів Кондрашкіну не вдалося. 27 січня 1965 року в ресторані «Море» група футболістів клубу зчинила бійку з курсантами мореплавного училища. 9 футболістів потрапили під санкції. Провокаторами визнали двох екс-гравців ЦСКА, Василя Саригіна та Кондрашкіна, над якими відбувся суд. Саригін отримав три роки умовно, а Кондрашкін 15 діб гауптвахти. Окремо відбулася рада трудового колективу, де громадським захисником виступив тренер команди Віктор Федоров, а громадським обвинувачем журналіст Юрій Ваньят. СТК призначив Саригіну 3 роки дискваліфікації, а Кондрашкіну — один рік.
У 1966 після закінчення армійської служби та річної дискваліфікації повернувся до рідного «Металурга», після грав за вінницький «Локомотив», вологодське «Динамо». 1968 року ненадовго повернувся на металургійний завод, звідки 1969 року знову повернувся у футбол, у «Металург». У 1970 років закінчив кар'єру в командах майстрів у дзержинському «Хіміку». У 1971 року втретє повернувся до «Металурга», який того року втратив статус команди майстрів і грав на першість профспілкового товариства «Труд», де посів перше місце в зональному та фінальному турнірі в Череповці.
2 квітня 1975 року народився син Сергій. Як і батько грав у хокей за череповецьку «Сєвєрсталь», але вже на високому рівні, у Суперлізі. Обраний «Нью-Йорк Рейнджерс» у 7 раунді драфту НХЛ 1993 року та виграв із молодіжної збірної Росії бронзу МЧС 1994, з 2005 року працює тренером дитячих та молодіжних команд, спочатку «Сєвєрсталі», потім «СКА-Варяги».
У серпні 2014 надійшла звістка про смерть В'ячеслава Кондрашкіна.

## Статистика виступів
| Клуб                    | Див               | Сезон             | Чемпіонат | Чемпіонат | Кубки | Кубки | Загалом | Загалом |
| Клуб                    | Див               | Сезон             | Матчі     | Голи      | Матчі | Голи  | Матчі   | Голи    |
| ----------------------- | ----------------- | ----------------- | --------- | --------- | ----- | ----- | ------- | ------- |
| «Металург» (Череповець) | Б                 | 1960              | 28        | 6         | 0     | 0     | 28      | 6       |
| «Металург» (Череповець) | Б                 | 1961              | 24        | 14        | 3     | 2     | 27      | 16      |
| «Металург» (Череповець) | Б                 | 1962              | 31        | 7         | 2     | 1     | 33      | 8       |
| «Металург» (Череповець) | Загалом           | Загалом           | 83        | 27        | 5     | 3     | 88      | 30      |
| СКА (Ленінград)         | В                 | 1963              | ?         | 2         | ?     | 2     | ?       | 3       |
| СКА (Ленінград)         | Загалом           | Загалом           | ?         | 2         | ?     | 2     | ?       | 4       |
| ЦСКА                    | А                 | 1964              | 5         | 0         | 0     | 0     | 5       | 0       |
| ЦСКА                    | Загалом           | Загалом           | 5         | 0         | 0     | 0     | 5       | 0       |
| «Металург» (Череповець) | В                 | 1966              | 30        | 4         | 0     | 0     | 30      | 4       |
| «Металург» (Череповець) | Загалом           | Загалом           | 30        | 4         | 0     | 0     | 30      | 4       |
| «Локомотив» (Вінниця)   | Б                 | 1967              | 25        | 6         | 0     | 0     | 25      | 6       |
| «Локомотив» (Вінниця)   | Загалом           | Загалом           | 25        | 6         | 0     | 0     | 25      | 6       |
| «Динамо» (Вологда)      | В                 | 1968              | 34        | 8         | 0     | 0     | 34      | 8       |
| «Динамо» (Вологда)      | Загалом           | Загалом           | ?         | 4         | 0     | 0     | ?       | 4       |
| «Металург» (Череповець) | В                 | 1969              | 28        | 4         | 0     | 0     | 28      | 4       |
| «Металург» (Череповець) | Загалом           | Загалом           | 28        | 4         | 0     | 0     | 28      | 4       |
| «Хімік» (Дзержинськ)    | Г                 | 1970              | ?         | 1         | 0     | 0     | ?       | 1       |
| «Хімік» (Дзержинськ)    | Загалом           | Загалом           | ?         | 1         | 0     | 0     | ?       | 1       |
| Усього за кар'єру       | Усього за кар'єру | Усього за кар'єру | 205+      | 52        | 5+    | 5     | 210+    | 57      |

## Досягнення

### Командні
ЦСКА
- Чемпіонат СРСР
  -  Бронзовий призер (1): 1964